# Rehsiepen (Wuppertal)
Das Wuppertaler Wohnquartier Rehsiepen ist eines von sechs Quartieren des Stadtbezirks Ronsdorf.

## Geographie
Das 0,97 km² große Wohnquartier ist nur zum kleinen Teil der Fläche besiedelt und wird von der Bundesautobahn 1, der Bahnstrecke Wuppertal-Oberbarmen–Opladen und der entlang der Straße Tannenbaumer Weg verlaufenden Grenze zur Nachbarstadt Remscheid umschlossen. Die Besiedelung umfasst eine lockere Einfamilienhausbebauung entlang den Straßen Rehsiepen und Tannenbaumer Weg sowie eine Mehrfamilienhaussiedlung an der Straße Mohrhennsfeld, die aufgrund von sozialen Problemen im besonderen Fokus der Stadtentwicklung steht.
Das Siedlungsgebiet Im Rehsiepen ist fußläufig aus Richtung des Zentrums von Ronsdorf kommend über eine Fußgängerbrücke, die über die Anlagen des Bahnhofs Wuppertal-Ronsdorf führt, verbunden. Am Bahnhofsvorplatz verkehrt die Stadtbuslinie 620. Die Linie 630 führt durch das Wohnviertel. Die meisten der Mehrfamilienhäuser wurden in der Mitte der 1970er Jahre von der Wohnungsbaugesellschaft Neue Heimat gebaut und zunächst auch verwaltet.
Im Viertel gab es bis Anfang 2009 eine Filiale einer Drogeriemarktkette, welche mittlerweile geschlossen ist. Das Umfeld um diesen Markt dient aber immer noch als sozialer Treffpunkt der Siedlung. Die einzig verbliebenen Einkaufsmöglichkeiten sind diverse Verkaufswagen, die regelmäßig ihre Waren im Viertel anbieten.
Zu dem Quartier gehören die Ortslagen, Wohnplätze und Außenortschaften Blombach (Ober- und Unterblombach) und Kastenberg.